# Лонг-Рейндж
Лонг-Рейндж (англ. Long Range Mountains) — горы на западном побережье острова Ньюфаундленд. Сложены докембрийскими гранитами и гнейссами и кембрийскими диабазами. Максимальная высота — 812 м (гора Кабокс).